# Pickwick-Syndrom
Das Pickwick-Syndrom (auch Pickwickier-Syndrom, englisch Pickwickian syndrome) leitet seinen Namen von der Figur des immer schlafenden Kutschers Little Fat Joe  im Roman Die Pickwickier von Charles Dickens ab. Eine modernere Bezeichnung des Syndroms lautet Obesitas-Hypoventilations-Syndrom; früher sprach man auch vom kardiopulmonalen Syndrom der Adipösen. Das Pickwick-Syndrom tritt bei Personen mit extremer Adipositas (Fettleibigkeit) auf. Dieses Syndrom gilt als eine mit Störung der zentralen Atemsteuerung einhergehende Form der obstruktiven Schlafapnoe.

## Symptome
1. extremes Übergewicht (Adipositas) mit andauernder Einschränkung der Lungenatmung
2. ausgeprägte Tagesmüdigkeit bis hin zur Schlafsucht
3. unregelmäßige Atmung und periodische Atemaussetzer (Apnoe), vor allem im Schlaf, bei ausgeprägtem Pickwick-Syndrom auch tagsüber
4. Schlafstörung und Schnarchen
5. Polyglobulie (krankhafte Vermehrung  der roten Blutkörperchen)
6. pulmonale (im Lungenkreislauf auftretende) Hypertonie und arterielle Hypertonie
7. Erhöhung des CO2-Gehaltes im Blut (Hyperkapnie)
8. Verminderung des Sauerstoffgehaltes im Blut (Hypoxie)[4]

## Entwicklung der krankhaften Veränderungen (Pathophysiologie)
Das Übergewicht führt zu einer fortwährenden Enge der oberen Atemwege („Stenoseatmung“) und zu einer Einengung der Lunge durch die zu bewegenden Gewebemassen und das hochdrückende Zwerchfell, insbesondere in der Nacht. Diese Belastung der Atmung führt zu einer alveolären Hypoventilation (verminderte Belüftung der Lungenbläschen) auch am Tage, die sich in einer chronischen Anreicherung von CO2 auswirkt. Diese chronische Hyperkapnie wird als Mechanismus verstanden, der die Atempumpe vor Erschöpfung schützt.
In der Folge reagiert das Atemzentrum im Gehirn jedoch immer weniger auf den normalerweise stärksten Atmungsanreiz, den CO2-Gehalt des Blutes. Es kommt zu einer Sollwertverschiebung in der Atmungsregulation.  Der Sauerstoffmangel folgt aus der verminderten Atmung, wird jedoch immer weniger ausgeglichen. Der Organismus reagiert auf den Sauerstoffmangel mit einer Vermehrung der roten Blutkörperchen.
Die Schwäche der Atmung zeigt sich vor allem in der Nacht und tritt als begleitende schlafbezogene Atmungsstörung in Erscheinung. Es bleibt die Erholsamkeit des Nachtschlafes aus und es kommt aufgrund der Tagesmüdigkeit zu anfallsartigen Schlafzuständen, wie beim Schlafapnoe-Syndrom.

## Therapie
Eine Gewichtsreduktion ist für die Behandlung des Pickwick-Syndroms von großer Bedeutung. Die Gewichtsreduktion kann auch durch chirurgische Maßnahmen (Magen-Bypass) versucht werden. Darüber hinaus ist die Vermeidung von Alkoholkonsum und das Absetzen von Schlaftabletten angezeigt, da diese den Atemantrieb weiter vermindern. Der Therapiebeginn sollte nur in spezialisierten Zentren mit Schlaflabor stattfinden. In leichteren Fällen kann ein Lagerungstraining während des Schlafes ausreichend sein. Eine positive nasale Überdrucktherapie (nCPAP) als nächtliche Selbstbeatmung wird bei schwereren Fällen angewendet. In sehr fortgeschrittenen Fällen ist als letzte Möglichkeit eine Heimbeatmung möglich.

## Prognose
Das voll ausgeprägte Pickwick-Syndrom ist eine lebensbedrohliche Spätfolge der extremen Adipositas und kann unbehandelt wegen des schweren obstruktiven Schlafapnoe-Syndroms innerhalb weniger Jahre zum Tode führen.